# 1953 في المكسيك
فيما يلي قوائم الأحداث التي وقعت خلال عام 1953 في المكسيك.

## أفلام
من الأفلام التي صدرت هذه السنة في المكسيك:
- 1 يناير – هذا من إخراج لويس بونويل.

## مواليد

### يناير
- 1 يناير – تيتو لاريفا موسيقي أمريكي.
- 1 يناير – جوليتا إيغورولا ممثلة مكسيكية.
- 1 يناير – فيديريكو مينا
- 10 يناير – بلانكا غيرا
- 29 يناير – خوان باريديس ملاكم مكسيكي.

### فبراير
- 19 فبراير – رودولفو نيري فيلا

### مايو
- 29 مايو – خوسيه مارتينيز غونزاليس لاعب كرة قدم مكسيكي.

### يونيو
- 20 يونيو – راؤول راميريز لاعب كرة مضرب مكسيكي.

### يوليو
- 31 يوليو – اجناسيو فلوريس لاعب كرة قدم مكسيكي.

### أغسطس
- 7 أغسطس – فرنسيسكو باربا لاعب كرة قدم مكسيكي.

### نوفمبر
- 13 نوفمبر – أندريس مانويل لوبيس أوبرادور رئيس مكسيكي.

## وفيات

### أكتوبر
- 8 أكتوبر – نيجل بروس (مواليد 1895) ممثل بريطاني.

### ديسمبر
- 5 ديسمبر – خورخي نيغريتي (مواليد 1911)